# デービス・ラブ3世
デービス・ラブ3世（Davis Love III、1964年4月13日 - ）は、アメリカ合衆国・ノースカロライナ州シャーロット出身の男子プロゴルファー。
1997年の全米プロゴルフ選手権優勝者である。彼は長年にわたり、アメリカを代表するプロゴルファーの1人として活動を続け、これまでにアメリカPGAツアーで21勝を挙げた。1998年に日本の中日クラウンズで優勝したこともある。世界ランキング自己最高位は3位。

## プロフィール
父親のデービス・ラブ2世（デービス・ラブ・ジュニア）は著名なプロゴルファーで、彼の家族はアメリカ有数のゴルフ一家として知られる。父親が1964年のマスターズ（開催期間：4月9日-12日）に出場した直後、4月13日に誕生した息子に「デービス」の名前を与え、彼は「デービス・ラブ3世」（Davis Love III）と命名された。 早くから父親の英才教育を受け、ノースカロライナ大学を経て1985年にプロ入り。同年11月のPGAツアー「クオリファイイング・スクール」（シード権獲得のための資格試験）に7位で合格し、1986年からツアーのメンバーになった。1987年4月の「MCIヘリテージ・ゴルフクラシック」でツアー初優勝。1988年、彼にゴルフを教えた父親のデービス・ラブ2世が航空機事故のため53歳で死去した。
1987年から1996年までの間に、ラブはPGAツアーで10勝を積み上げた。1992年にはプレーヤーズ選手権を含む年間3勝を挙げ、ツアーの賞金ランキング2位に入る。しかし、メジャー大会ではしばらく不運な成績が続き、1995年マスターズ2位・1996年全米オープン2位タイなどがあった。1995年マスターズではベン・クレンショーに1打届かず、1996年全米オープンでもスティーブ・ジョーンズに1打及ばなかった。ようやく1997年の全米プロゴルフ選手権で、ラブは4日間通算 11 アンダーパー（-11, 66＋71＋66＋66＝269ストローク）で回り、2位のジャスティン・レナード（直前の全英オープン優勝者）に5打差をつけて優勝した（優勝のパットを決めたとき、まるで天国の父親が彼を祝福するかのように空には大きな虹が架かっていたというエピソードがある）。この年の開催コースは、ニューヨークにあるウィングドフット・ゴルフクラブ（パー70）であった。悲願のメジャー初制覇を決めた年、ラブは父親から受けたゴルフのレッスンと教育をまとめた著書『Every Shot I Take』（私の1打1打のショット）を出版し、この本は1997年度の全米ゴルフ協会国際書籍賞（USGA International Book Award）を受賞した。
全米プロゴルフ選手権優勝の翌年、デービス・ラブ3世は1998年の国際招待ゴルフ・中日クラウンズで来日し、2位に大会新記録となる8打差をつけて優勝した。これが彼の唯一の国際試合優勝である。彼は2003年に再び充実した年を送り、自己最高記録となる年間4勝を挙げて、世界ランキング3位に食い込んだ。この中には1992年以来11年ぶりのプレーヤーズ選手権優勝もあり、ツアーの賞金ランキングでも1997年以来6年ぶりの3位に入った。しかしその後は不調に陥り、2008年には最終戦を前に賞金ランクは来季シードとなる125位のボーダーライン上の118位と苦しんだ。しかしフォールシリーズ最終戦となる11月の「チルドレンズ・ミラクル・ネットワーク・クラシック」優勝により、ラブはPGAツアー優勝を「20勝」の大台に乗せ、これにより来季シードだけではなくPGAツアーの永久シードを獲得した。2008年9月23日、恵まれない子供やその家族を援助する基金を設立するなどの貢献に対し、ペイン・スチュワート賞（1999年に飛行機事故で死去した彼の名を冠する賞）を受賞した。
2012年と2016年のライダーカップのアメリカ主将に任命された。

## プロ優勝 (37)

### PGAツアー (21)
| Legend                  |
| Major championships (1) |
| Other PGA Tour (20)     |

| No. | Date           | Tournament                                       | 優勝スコア               | 2位との差 | 2位(タイ)                                                                        |
| --- | -------------- | ------------------------------------------------ | ------------------------ | --------- | -------------------------------------------------------------------------------- |
| 1   | 1987年4月19日  | MCI Heritage Golf Classic                        | −13 (70-67-67-67=271)    | 1打差     | スティーブ・ジョーンズ                                                           |
| 2   | 1990年8月19日  | ジ・インターナショナル                           | 14点 (8-0-15-14)         | 3点差     | スティーブ・ペイト, エドアルド・ロメロ, ピーター・シニア                         |
| 3   | 1991年4月21日  | MCI Heritage Golf Classic (2)                    | −13 (65-68-68-70=271)    | 2打差     | イアン・ベーカーフィンチ                                                         |
| 4   | 1992年3月29日  | ザ・プレーヤーズ・チャンピオンシップ             | −15 (67-68-71-67=273)    | 4打差     | イアン・ベーカーフィンチ, フィル・ブラックマー, ニック・ファルド, トム・ワトソン |
| 5   | 1992年4月19日  | MCI Heritage Golf Classic (3)                    | −15 (67-67-67-68=269)    | 4打差     | チップ・ベック                                                                   |
| 6   | 1992年4月26日  | KMart Greater Greensboro Open                    | −12 (71-68-71-62=272)    | 6打差     | ジョン・クック                                                                   |
| 7   | 1993年1月10日  | Infiniti Tournament of Champions                 | −16 (67-67-69-69=272)    | 1打差     | トム・カイト                                                                     |
| 8   | 1993年10月24日 | ラスベガス・インビテーショナル                   | −29 (67-66-67-65-66=331) | 2打差     | クレイグ・スタドラー                                                             |
| 9   | 1995年4月2日   | Freeport-McMoRan Classic                         | −14 (68-69-66-71=274)    | Playoff   | マイク・ヘイネン                                                                 |
| 10  | 1996年2月11日  | Buick Invitational                               | −19 (66-70-69-64=269)    | 2打差     | フィル・ミケルソン                                                               |
| 11  | 1997年8月17日  | 全米プロゴルフ選手権                             | −11 (66-71-66-66=269)    | 5打差     | ジャスティン・レナード                                                           |
| 12  | 1997年10月5日  | ビュイック・チャレンジ                           | −21 (67-65-67-68=267)    | 4打差     | スチュワート・シンク                                                             |
| 13  | 1998年4月19日  | MCI Classic (4)                                  | −18 (67-68-66-65=266)    | 7打差     | グレン・デイ                                                                     |
| 14  | 2001年2月4日   | AT&Tペブルビーチナショナルプロアマ               | −16 (71-69-69-63=272)    | 1打差     | ビジェイ・シン                                                                   |
| 15  | 2003年2月9日   | AT&Tペブルビーチナショナルプロアマ (2)           | −14 (72-67-67-68=274)    | 1打差     | トム・レーマン                                                                   |
| 16  | 2003年3月30日  | ザ・プレーヤーズ・チャンピオンシップ (2)         | −17 (70-67-70-64=271)    | 6打差     | ジェイ・ハース, パドレイグ・ハリントン                                           |
| 17  | 2003年4月20日  | MCI Heritage (5)                                 | −13 (66-69-69-67=271)    | Playoff   | ウッディ・オースティン                                                           |
| 18  | 2003年8月10日  | ザ・インターナショナル (2)                       | 46点 (19-17-5-5=46)      | 12点差    | レティーフ・グーセン, ビジェイ・シン                                             |
| 19  | 2006年10月8日  | Chrysler Classic of Greensboro (2)               | −16 (69-69-68-66=272)    | 2打差     | ジェイソン・ボーン                                                               |
| 20  | 2008年11月9日  | チルドレンズ・ミラクル・ネットワーク・クラシック | −25 (66-69-64-64=263)    | 1打差     | Tommy Gainey                                                                     |
| 21  | 2015年8月23日  | ウィンダム選手権 (3)                             | −17 (64-66-69-64=263)    | 1打差     | ジェイソン・ゴア                                                                 |

### 日本ツアー優勝 (1)
- 1998 国際招待ゴルフ・中日クラウンズ

### その他優勝 (16)
- 1990 JCペニー・クラシック (with Beth Daniel)
- 1992 Franklin Funds Shark Shootout (with トム・カイト), ワールドカップ (with フレッド・カプルス), Kapalua International
- 1993 ワールドカップ(with フレッド・カプルス)
- 1994 ワールドカップ (with フレッド・カプルス)
- 1995 ワールドカップ (x2) (個人・団体優勝 with フレッド・カプルス), JCペニー・クラシック (with Beth Daniel)
- 1996 ウェンディーズ3ツアーチャレンジ (with フレッド・カプルス and ペイン・スチュワート)
- 1997 Lincoln-Mercury Kapalua International
- 2000 CVSチャリティクラシック(with ジャスティン・レナード), Williams World Challenge
- 2003 Target World Challenge
- 2012 ウェンディーズ3ツアーチャレンジ (with ジェイソン・デイ and ニック・ワトニー), PNC Father-Son Challenge (with Dru Love)